# El fin de la Eternidad
El fin de la Eternidad (título original en inglés: The End of Eternity) es una novela de ciencia ficción escrita por Isaac Asimov en 1955. La novela trata sobre el tema de una sociedad capaz de viajar a través del tiempo y cuenta con abundantes elementos de misterio y suspense. Junto a la Serie de la Fundación, la Serie de los robots y Los propios dioses, esta novela es considerada una de las más importantes de Asimov, y un clásico del género.[cita requerida]

## Orígenes
En diciembre de 1953, Asimov leía una copia del 28 de marzo de 1932 del Times cuando notó lo que parecía a primera vista un dibujo de la nube de hongo de una explosión nuclear. Mirando mejor, notó que era en realidad el géiser Old Faithful. Entonces comenzó a reflexionar sobre las consecuencias que tendría si hubiera habido un dibujo de una nube de hongo en una revista de 1932, y finalmente dio con la trama de una historia de viajes en el tiempo. Comenzó a escribir la historia, llamada El Fin de la Eternidad, el 7 de diciembre, y la terminó el 6 de febrero de 1954, momento en que tenía 25 000 palabras. Asimov presentó la historia a la Galaxy Science Fiction, y pocos días después recibió una llamada del editor del Galaxy, Horace L. Gold, rechazando la historia. Asimov decidió convertir la historia en una novela, y el 17 de marzo la dejó con Walter I. Bradbury, el editor de ciencia ficción en Doubleday, para obtener su opinión. Bradbury fue receptivo, y el 7 de abril Asimov fue informado de que se estaba elaborando un contrato de la novela. Comenzó la ampliación de la historia, y la entrega de la versión de la novela de Bradbury fue el 13 de diciembre. Doubleday aceptó la novela, que se publicó en agosto de 1955.
La novela refleja el estado de los conocimientos de su tiempo, y algunos conceptos han sido reemplazados. Por ejemplo, la fuente de energía, a la que los viajeros denominan Nova Sol, originalmente haciendo referencia a la explosión del Sol. Se sabe ahora que las estrellas del tamaño y situación del Sol no explotan, y de hecho las novas no son la explosión de estrellas (solo las supernovas de tipo II son una verdadera explosión de estrellas).
La novela también puede ser considerada como una precuela de la Serie de la Fundación, siendo entonces el primer libro de toda la Saga. Asimov ya había incluido el argumento del viaje temporal en 1950 en su novela Un guijarro en el cielo, aunque se trataba de un viaje solo de ida. El borrador original "The End of Eternity" apareció publicado en 1986 en una colección llamada Cuentos paralelos.

## Introducción a la historia
La historia se desarrolla en un insólito mundo de hombres viajeros del tiempo llamados Eternos, organizados en extrañas jerarquías y rangos, que se reclutan entre las diferentes épocas de la historia humana a partir del siglo XXVII. La organización tiene puntos en común con la de los profesionales de la ciencia, tal como era en la década de 1950, y con los militares. Pero este mundo es también algo extraordinario en sí mismo, con cualidades únicas. 
El rango superior se conoce como Informática -fiel al significado original, son los que realizan cálculos complejos, con o sin ayudas artificiales. En este caso, tienen acceso a un Computaplex o máquinas computantes. Asimov fue adelantado en su tiempo al reconocer los límites de los dispositivos de este tipo -que dependen de los supuestos de los que se les alimenta-. También está el pequeño inevitable elemento de incertidumbre que no se puede eliminar.
La psicología del protagonista de la obra, Andrew Harlan y los otros Eternos es compleja. No ofrece una gran cantidad de introspección, sino una extraña visión del mundo, con el tiempo en vez del espacio, que surge de las conversaciones y los conflictos entre las personas que lo ven como normal. Las mujeres son un elemento confuso, apreciadas aunque en general poco relevantes en la historia. No obstante, una mujer es fundamental para la trama, siendo un extraño tipo de historia de amor, así como de misterio y suspenso.

## Argumento
La Eternidad es un lugar y una organización que existe más allá del tiempo. Está compuesta solo por varones que son reclutados de diferentes momentos de la historia de la humanidad desde el siglo XXVII. Los Eternos tienen la capacidad de, por medios tecnológicos, entrar y salir en casi cualquier punto de la corriente temporal y viajar por ella, alterándola. Aunque se exceptúa un período: los Siglos Ocultos, que comprenden desde el siglo 70.000 hasta el 150.000. En conjunto forman un cuerpo de guardianes que llevan a cabo, calculando y planificando cuidadosamente, las acciones estratégicas mínimas en el mundo temporal, llamadas Cambios de Realidad, con el fin de minimizar el sufrimiento colectivo en la historia de la Humanidad. Los Ejecutores son los encargados de alterar sutilmente el curso del tiempo protegiendo a la humanidad, a fin de minimizar el sufrimiento humano en la historia. Como consecuencia, la humanidad vuelca toda su capacidad de desarrollo tecnológico hacia el viaje en el tiempo y abandona la búsqueda de las estrellas. De hecho, uno de los efectos secundarios de los viajes de los Eternos es, que al reducir el sufrimiento humano, sabotean cualquier intento de desarrollo de las tecnologías que permitirían el viaje interestelar.
Un elemento clave de la novela es la naturaleza relativamente estática de las sociedades humanas en los distintos siglos futuros, y los repetidos fracasos de la navegación espacial. Podremos ver que Twissell (el Jefe de la Eternidad) es del "siglo 30.000" -3 millones de años en el futuro- pero su anatomía no es muy diferente que la del hombre actual. 
El protagonista de la novela, Andrew Harlan, es un Ejecutor especialmente ligado a Twissell, que empieza a desconfiar de sus propias acciones en la Eternidad, siendo capaz de enamorarse y comenzar a realizar acciones impulsivas contra su propio mundo. Se enamora de una mujer, Noys Lambent, que ha entrado a la Eternidad como secretaria, y sospecha de que su superior, el Programador Hobbe Finge, trató de involucrarse con ella, pero esta se negó. Finalmente le asignan una misión que implica pasar una semana en la casa de Noys. Mientras hace esto, termina por sucumbir a sus impulsos y acaba enamorándose de ella. Se da cuenta de que podrían eliminarla de su siglo al efectuar un cambio en la Realidad, y no le permitirían una relación con ella. Por eso la esconde, infringiendo las leyes, en el lapso de la Eternidad donde los humanos no existen: los Siglos Ocultos. 
Luego de un tiempo, al tratar de llevarle provisiones, se da cuenta de que hay una barrera temporal que él no puede atravesar. El momento crucial de la historia llega cuando Harlan comprende que él es parte de un plan paradójico para garantizar la creación de la Eternidad mediante el envío de un joven Eterno a una época pasada, con el conocimiento matemático para hacer posible el viaje en el tiempo. Harlan sabotea la misión, enviando al Eterno al siglo XX. 
Al buscar un mensaje del Eterno perdido en alguna de las revistas del siglo XX, encuentran un anuncio con la forma de una nube de hongo y un mensaje cuyas iniciales forman la palabra "ATOM". Harlan, medianamente arrepentido, ayuda a su superior con la condición de que Noys siga con él. Los dos juntos viajan al siglo XX y allí Harlan descubre la verdad: Noys es una humana de los Siglos Ocultos, que le convence de que los Eternos no son conscientes de que su propia existencia es el mayor peligro para la humanidad a la que intentan proteger, limitando su futuro desarrollo en el viaje interestelar. De esa forma, abandonan la misión, y la Eternidad es destruida al nunca ser creada: el Fin de la Eternidad.
En esta novela Asimov resuelve de forma brillante la siguiente paradoja temporal: "¿Qué pasaría si retrocedo al pasado y, de alguna manera, provoco la muerte de mis abuelos? ¿Cómo puedo entonces estar yo vivo?".
La novela, por otra parte, expone una de las tesis favoritas de Asimov: solo el ejercicio de la libertad por parte de las sociedades y la especie humana -con su cortejo de éxitos y fracasos- asegurará su desarrollo futuro; la restricción en el ejercicio de la libertad se traducirá a mediano o largo plazo en decadencia. Tal tesis obligó al propio Asimov a reenfocar el tema de la psicohistoria y a incorporar el de la libertad de elección, como queda patente en Los límites de la Fundación y Fundación y Tierra, los 2 últimos libros de la Serie de la Fundación.
Asimov incluye algunas pistas en Los límites de la Fundación de que los Eternos pueden haber sido los responsables de la Galaxia habitada únicamente por humanos de la Serie de la Fundación. Sin embargo esta interpretación no encaja claramente.

## Recepción
El libro fue muy aclamado por la crítica. El crítico del New York Times Villiers Gerson, elogió la novela, diciendo que "tiene suspense en cada página" y "exhibe en cada capítulo los giros de la trama por los que el autor es famoso". En una reseña de 1972, Lester del Rey declaró que nadie "ha exprimido tanto ... o ha desarrollado todas las posibilidades de la paradoja".
Como señaló la crítica Susan Young, la premiada novela de 1989 de John Crowley "Great Work of Time" tiene el mismo esquema básico que El fin de la Eternidad, es decir, una sociedad secreta de viajeros del tiempo bien intencionados empeñados en remodelar la historia, y un joven reclutado en la sociedad con el fin de realizar un cambio específico que daría lugar a esta sociedad. Los detalles de lo que hacen los viajeros en el tiempo y dónde operan en el tiempo son muy diferentes de los del libro de Asimov. Sin embargo, en ambos libros, el funcionamiento de la sociedad se paraliza por la influencia de personas del futuro, por razones que tienen que ver con la existencia de ese futuro. Young también señala una similitud con The Corridors of Time de Poul Anderson, que también representa una sociedad compleja de viajeros en el tiempo, que encuentran inaccesibles secciones del futuro, y también en el libro de Anderson, la intervención de la gente de ese futuro más lejano juega un papel fundamental y cataclísmico en la trama.
Charles Stross ha declarado que su novela Palimpsesto de 2009 es efectivamente una reescritura de El fin de la Eternidad.
También hay similitudes con Times Without Number de John Brunner, publicado originalmente en 1962 y revisadas para la republicación en 1969. Sin embargo, en la historia de las luchas de organización de tiempo de vigilancia en vano de evitar su propia aniquilación; la conclusión es que las líneas de tiempo en las que surge el viaje en el tiempo son inestables y no pueden sostener su existencia.

## Ediciones en español
- El fin de la Eternidad. Martínez Roca, Barcelona, 1977. (Colección SuperFicción N.º 26)
- El fin de la Eternidad. Hyspamérica Ediciones, Buenos Aires, 1986. (Biblioteca de Ciencia Ficción, N.º 1)
- El fin de la Eternidad. Editorial La Factoría de Ideas, Madrid, 2007. (Solaris Ficción, N.º 50)
- El fin de la Eternidad. Editorial Debolsillo, Barcelona, 2004.

## Adaptaciones
- A halhatatlanság halála (1977), telefilme dirigido por András Rajnai
- El fin de la eternidad (1987), película dirigida por Andrei Yermash